# Blågrått kapuschongfly
Blågrått kapuschongfly, Cucullia lactucae är en fjärilsart som beskrevs av Michael Denis och Ignaz Schiffermüller 1775. Blågrått kapuschongfly ingår i släktet Cucullia och familjen nattflyn, Noctuidae. Arten är reproducerande i Sverige. En underart finns listad i Catalogue of Life, Cucullia lactucae pustulata Eversmann, 1842.

## Bildgalleri

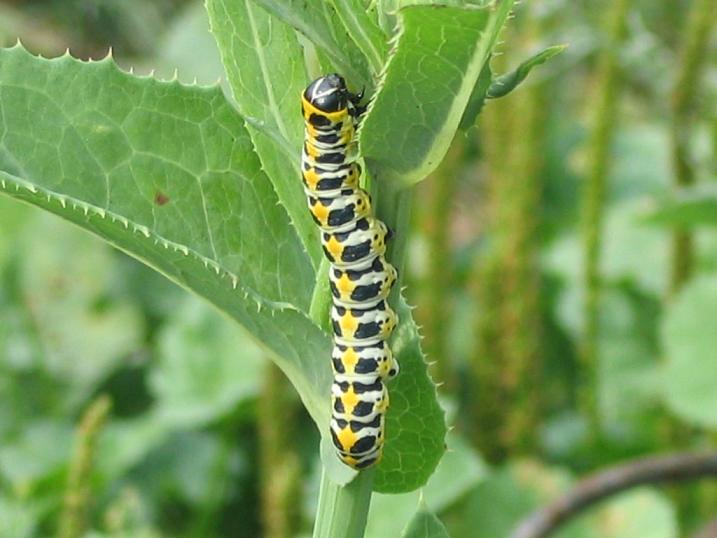
Fjärilens larv.
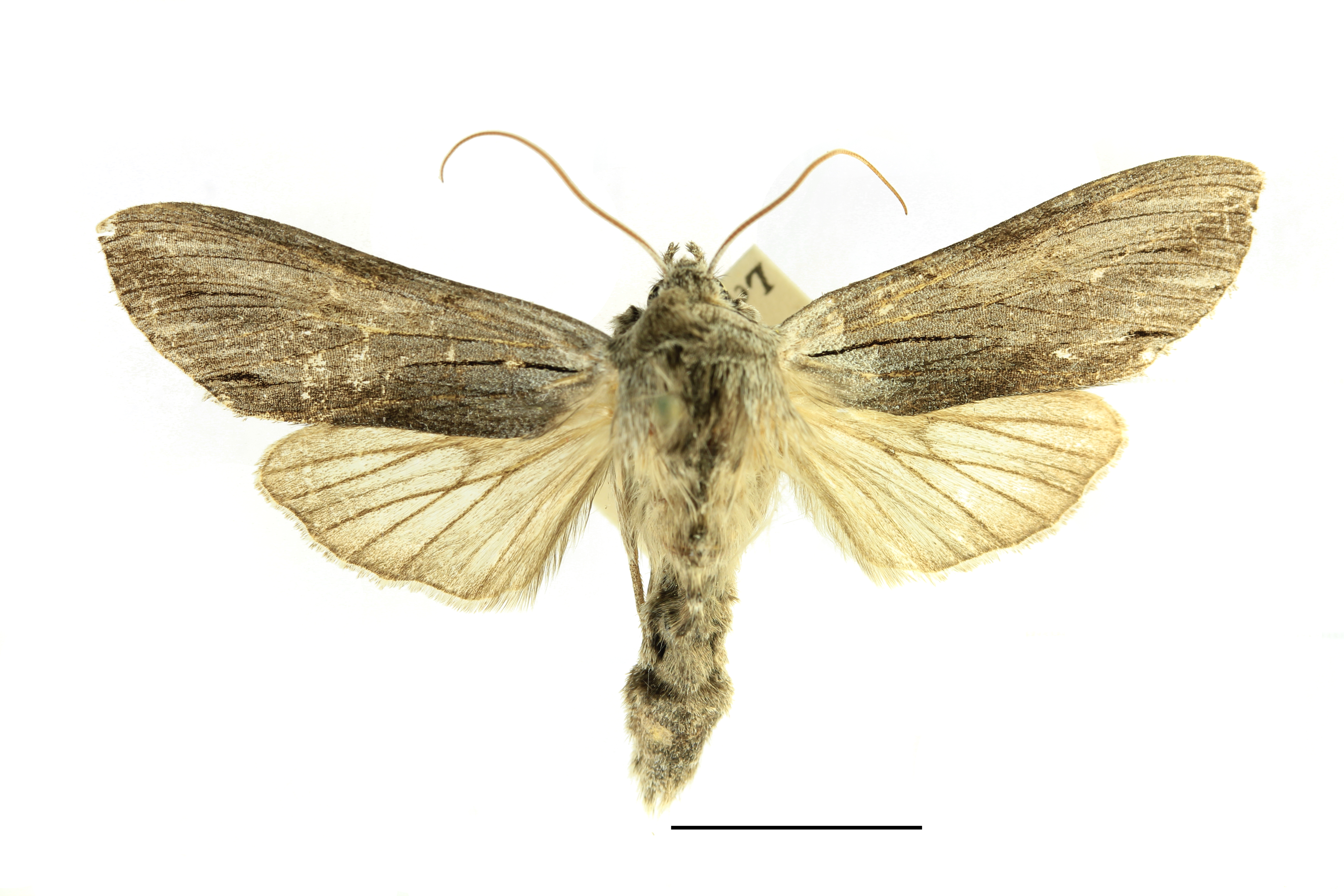
Preparerad (uppnålad) imago fjäril.